# Giuseppe Gazzaniga
Giuseppe Gazzaniga, född 5 oktober 1743, död 11 februari 1818, var en kompositör. Han skrev 51 operor under sin livstid och var en av de sista italienska kompositörer som verkade inom opera buffa-formen. Hans mest kända opera är Don Giovanni Tenorio, som hade premiär samma år (1787) som Mozarts Don Giovanni.